# Omaka par (TV-serie)
För andra betydelser, se Omaka par (olika betydelser).
Omaka par (engelska: (Neil Simon's) The Odd Couple) är en amerikansk komediserie producerad av Paramount åren 1970 till 1975. Serien är baserad på filmversionen av Neil Simons pjäs med samma namn. I huvudrollerna ses Jack Klugman som Oscar Madison och Tony Randall som Felix Unger (stavningen ändrades från filmens Ungar). Klugman hade spelat pjäsen på Broadway som ersättare för Walter Matthau mot Art Carney, och Randall hade gjort sin roll i Las Vegas mot Mickey Rooney.

## Handling
Prydlighetsfanatikern Felix och den lättsamme slarvern Oscar är båda frånskilda. De delar en lägenhet på Manhattan, och deras olika livsstilar leder ofrånkomligen till komiska konfliktsituationer.

## Rollista i urval
- Tony Randall – Felix Unger
- Jack Klugman – Oscar Madison
- Al Molinaro – konstapel Murray Greshler
- Larry Gelman – Vinnie Barella
- Brett Somers – Blanche
- Monica Evans – Cecily Pigeon
- Carole Shelley – Gwendolyn Pigeon
- Joan Hotchkis – dr Nancy Cunningham
- Penny Marshall – Myrna Turner
- Bill Quinn – dr Melnitz